# Улица Суворова (Иваново)
У́лица Суво́рова — улица города Иванова. Располагается в Ленинском районе. Начинается от улицы Колотилова и идёт в восточном направлении до моста Энергетиков. Является продолжением улицы Арсения. Пересекается с улицами: Колотилова, Полтавская, Народная, Пролетарская, Черниковых, Карьерная, Свободная и Коммунальным переулком.

## История
Улица находится на месте бывшего посёлка Новая Рылиха. Посёлок возник на надельной земле крестьян бывшей деревни Рылихи, существовавшей с начала XVII века. Земля сдавалась мелкими участками в аренду под индивидуальную застройку рабочим ивановских фабрик. 27 августа 1889 года в поселке состоялась закладка Преображенской церкви. Строилась церковь в течение четырёх лет на средства фабриканта М. Н. Гарелина и была торжественно освящена 24 августа 1893 года. В этом же году посёлок Новая Рылиха стал называться Преображенским, а центральная улица получила название Преображенской.
В августе 1911 года в конце улице был открыт памятник Александру II, который был сооружён на средства крестьян села Преображенское (бывшая Новая Рылиха) в память 50-летия освобождения крестьян от крепостной зависимости.
После Февральской революции, в 1917 году посёлок был включён в состав города. В 1927 году Преображенская улица переименована в Сосневскую. Своё название получила по местечку Соснево, расположенному на другой стороне реки Уводи. Напоминание о прошлом названии улицы сохранила Преображенская церковь, ставшая впоследствии кафедральным собором города (известен так же в народе под названием «Белая церковь»).
Своё нынешнее название улица получила в 1950 году в честь великого русского полководца А. В. Суворова. Имя полководца выбрано неслучайно. В XVIII веке деревня Рылиха принадлежала А. В. Суворову.

## Архитектура
Основную часть застройки составляют многоэтажные жилые дома советской планировки.

На улице располагаются:
- Управление Пенсионного фонда Российской Федерации[5]
- Ивановская ТЭЦ-2[6]
- Департамент сельского хозяйства и продовольствия Ивановской области[7]
- Комитет Ивановской области по лесному хозяйству[8]
- Гостехнадзор Ивановской области[9]
- Департамент конкурсов и аукционов Ивановской области[10]
- Служба по охране объектов животного мира[11]
- Ивановский научно-исследовательский экспериментально-конструкторский машиностроительный институт[12]
- Государственное учреждение — Ивановское региональное отделение Фонда социального страхования Российской Федерации[13]

На пересечении с улицей Колотилова примыкает здание отдела внутренних дел Ленинского района

## Транспорт
В 1936 году по улице проложена трамвайная линия в сторону Меланжевого комбината (маршруты № 1, 3, 6). В 2007 году линия была закрыта.

В августе 2011 года завершилась реконструкция дорожного полотна, демонтированы трамвайные рельсы, уложен новый асфальт.
- Троллейбусы: 1
- Автобусы: 32
- Маршрутное такси: 24, 34

## Фотографии

На перекрёстке с Пролетарской улицей